# Харитонов, Евгений Викторович
Евгений Викторович Харитонов (Евгений В. Харитоновъ; EugeneKha; англ. Evgenij V. Kharitonov; род. 9 декабря 1969, Железнодорожный) — русский поэт, историк литературы и кино, переводчик болгарской поэзии и фантастики, критик, музыкант.

## Биография
Родился в городе Железнодорожный Московской области. После службы в рядах Советской армии окончил филологический факультет и аспирантуру МПГУ (бывш. МГПИ им. Ленина).
Печататься начал ещё в школьные годы. Первая публикация — фантастический рассказ «Солнечные люди» (1984). В 1984—1987 гг. был диск-жокеем и танцором в одном из первых в Москве диско-театров «Колумб» (г. Железнодорожный), в 1980—1990-х играл и пел в рок-группах «Мы», «Русские сказители», «Храм снов» и др.
В разные годы работал журналистом в газетах, учителем-словесником в школе, редактором в издательстве, 12 лет возглавлял отдел критики и публицистики журнала фантастики «Если», был соредактором журнала «Знание-сила: Фантастика» (приложение к научно-популярному журналу «Знание — сила»). С 2014 года — руководитель литературный проектов РГБМ, шеф-редактор интернет-газеты о молодежи и для молодежи «Территория L». В 2006—2008 гг. издавал альманах ортодоксально-маргинального искусства «Barkovs Magazine», с 2007 г. — издатель и редактор альманаха литературного и художественного авангарда «Другое полушарие».
Автор концепции и координатор литературной премии Премия Читателя; куратор фестиваля литературного и художественного авангарда «Лапа Азора», музыкальных фестивалей «Наши в космосе», «Музыка для снов», «Green Travel Fest». Владелец лэйбла электронной музыки «45 Echoes Sounds».
Член редколлегий литературных журналов «Дети Ра» (Москва), «Футурум АРТ» (Москва), «Ваяния» (София, Болгария), «Окно» (Дублин, Ирландия), альманаха «Словесность».
Член Союза литераторов РФ (1997); Союза писателей России (2001), Союза журналистов России (2003), Русского ПЕН-клуба (2007), Международной Академии Зауми, Высшего творческого совета Союза писателей XXI века, председатель Совета по фантастической и приключенческой литературе Союза писателей России (2024). В 2022 году поддержал вторжение России на Украину
Живёт в Москве.

## Общественная позиция
В 2022 году подписал письмо в поддержку российского военного вторжения на Украину.

## Творчество
Печатается с 1984 г. Опубликовал несколько рассказов в периодической печати (журналы «Техника — молодёжи», «Смена») и в антологиях («Наши в космосе»), однако уже к 1991 году вектор творческих интересов сместился от прозы к литературной и кинокритике и поэзии. Автор свыше 500 публикаций в России и за рубежом, посвящённых различным аспектам научной фантастики в литературе и искусстве: от историко-литературных очерков и биографий до статей по актуальным вопросам жанровой литературы, кино и комикса, библиографических указателей, статей и рецензий о современной поэзии, очерков по истории рок-музыки.
Область интересов как критика: история русской литературы, забытые имена русской литературы, болгарская фантастическая словесность, жанровый кинематограф, библиография, современная поэзия, литературный и художественный авангард.
В 2004 году за книгу-энциклопедию «Болгария фантастическая» (София: Аргус, 2013. ISBN 954-570-114-5) стал единственным иностранным лауреатом болгарской премии в области фантастики «Гравитон» с формулировкой «За вклад в болгарскую фантастику».
Литературно-критические статьи и очерки публиковались в журналах и еженедельниках «Если», «Библиография», «Детская литература», «Фантакрим-МЕГА», «Иностранная литература», «Дети Ра», «Футурум АРТ», «Ваяния» (Болгария), «Тера Фантастика» (Болгария), «Уральский следопыт», «Российский колокол», «Science Fiction Studies» (США), «Альтаир», «Четвёртое измерение», «Сверхновая американская фантастика», «Знание — сила», «Книжное обозрение», «НГ Ex Libris» и др.; в сборниках «Фантастика-2002» (М.: АСТ, 2002), «Фантастика-2003» (М.: АСТ, 2003), «Русский Сфинкс» (М., 2004), «Shayol Jahrbuch zur Science Fiction 2004» (Германия), «Миры „Если“» (М., 2005) и др.
Автор биографических статей в «Энциклопедии фантастики: Кто есть кто» (Под ред. Вл. Гакова; Минск, 1995), в справочнике «Русская фантастика XX века в именах и лицах» (М.: Мегатрон, 1998), биографическом словаре С. И. Чупринина «Новая Россия: Мир литературы» (М., 2003).
Составитель и комментатор первого Полного Собрания Сочинений классика советской научной фантастики Александра Романовича Беляева (издательство «Эксмо», 2009—2010).
Первые поэтические публикации состоялись в конце 1980-х гг. в самиздате. Первая печатная поэтическая книга «Непроза» (2002). В поэзии обильно использует приёмы фонетической, звуковой и визуальной поэзии, литературной комбинаторики (палиндром, анаграмма и т. д.). Автор нескольких поэтических книг и альбомов визуальной поэзии. Стихи переведены на болгарский, сербский, английский, японский и французский языки, публиковались в журналах «Дети Ра», «Новый мир», «Футурум АРТ», «Иностранная литература», «Черновик», «Дружба народов» и др., включены в российские и зарубежные антологии «Orizont Testamentar: Miniatura Poetica Rusa» (Румыния, 2006), «Верлибр нового тысячелетия» (Тверь, 2007), «Болгария в русской поэзии» (М., 2008), «Небесная механика» (Рига, 2008), «arTronic Sound Anthology 1» (2009), ‘1 Minute Autohypnosis…’ (Испания, 2012), «Жанры и строфы современной русской поэзии: В 3 т. Е. В. Степанов» (М., 2013), «Свобода ограничения» (М., 2014), «НАШКРЫМ» (NY, 2014), «Антология ПО. Том 2» (М, 2015), «Крымские страницы русской поэзии» (СПб, 2015), «Raza de acțiune: Poeti Rusi Contemporani & Poeti Israelieni Contemporani» (Editura SAGA — Israel, 2017) и др.
«Харитонов роет яму ямбу, пытается уйти от традиции, органично вливаясь в традицию авангарда. Но и от неё, от спиральных кирпичиков Крученых и Бурлюка, он тоже уходит. Куда? В наш век. Со всей его жестокостью и прозой, с политикой, которая спешит сама позаботиться о тебе, если ты будешь продолжать её беззаботно игнорировать: „Восток дело тонкое / Восток дело громкое / Восток дело дымное / Восток дело взрЫвное…“ . Этот поэт взирает на мир с отчаянием и наивностью ребёнка. Но одновременно ухитряется задействовать и „жало мудрыя змеи“ („…когда-нибудь // старость усталость отрежет // мой едкий смешливый // змеиный язык“ — так интерпретирует тему сам Харитонов). На формальном уровне он всё время ищет какие-то новые грани поэтического языка. Его ego, его сокровенное, его „самое-самое“ пересекается, интерферирует с бытом и бытием, встраивается в культурную парадигму, неминуемо её изменяя. На уровне содержательном у этого поэта получаются очень пронзительные, человечные, и — да, да, не побоюсь этого слова — очень гуманистические стихи, несмотря на всю их ершистость и фронду.» (Татьяна Логачева. Журн. «Дети Ра» 2008. № 7).

«Очевидно, что в основе однострочной „зауми“ Евгения В. Харитонова лежат фольклорные образцы русских народных припевов. Мы видим элементы остранения поэтического языка, его затруднённость. В основе однострочных стихов Евгения В. Харитонова — не только припевы, но и скороговорки, которые уплотняют стиховую конструкцию, делают её максимально концентрированной и непохожей на структуру прозы.» (Евгений Степанов. Современный русский моностих и однострочная поэзия).

«Метод Харитонова можно назвать умеренным поставангардом; склонность к деформации стихотворной ткани не мешает поэту существовать в традиционном лирическом модусе… Среди источников Харитонова — и ранний Маяковский, и Ксения Некрасова, и классики отечественного верлибра — Владимир Бурич, Арво Метс, Вячеслав Куприянов, — но и фольклор, и обыденная речь.» (Данила Давыдов. Книжное обозрение. 2007. № 6).

## Другое
Параллельно литературной работе активно выступает на музыкальной сцене как композитор-электронщик (проекты EugeneKha, Yoko Absorbing, Nameless Dancers, Microbit project, Spacebirds и др.).

## Награды и премии
- 1995 — премия журнала «Библиография» за серию статей по истории русской литературы;
- 1997 — премия «Интерпресскон» (СПб) за эссе «В мирах Бездны Голодных Глаз»;
- 1997 — премия «Фанкон» (Одесса) как лучший критик в области фантастики последних двух лет;
- 1998 — диплом журнала «Если» за активное сотрудничество;
- 1998 — «Мраморный Фавн» (вместе с Вл. Гаковым и В. Гопманом) — за цикл статей по истории европейской фантастики в журнале «Если»;
- 1999 — Мемориальная премия им. В. И. Бугрова (Екатеринбург) за вклад в фантастиковедение;
- 2001 — «Сигма-Ф» по итогам читательского голосования за статью «Бег по кругу»;
- 2001 — премия «Интерпресскон» за рассказ в сверхмалой форме «Чёрная сотня тысяч» — в соавторстве с Евгением Лукиным (под общим псевдонимом Евгений Лукин-Харитонов);
- 2002 — «Сигма-Ф» по итогам читательского голосования за серию очерков «Русское поле утопий»;
- 2002 — «Серебряный кадуцей» (Харьков) в номинации «Критика, публицистика, литературоведение» — за книгу «Наука о фантастическом»;
- 2003 — «Булгакон» (Болгария) — «За установление звёздного моста между российской и болгарской фантастикой»;
- 2004 — «Гравитон» (Болгария) — за книгу «Болгария фантастическая» и вклад в болгарскую культуру;
- 2004 — «Бронзовый Роскон» — за книгу «На экране — чудо»;
- 2006 — Премия журнала «Дети Ра» — за переводы болгарских поэтов;
- 2006 — «Словесность» (Премия Союза литераторов РФ) — за книгу стихов «Внеклассное чтение»;
- 2009 — Международная отметина имени отца русского футуризма Давида Бурлюка (премия Международной Академии Зауми);
- 2013 — медаль «Н. В. Гоголь» (За развитие общеславянских культурных традиций и вклад в развитие современной русской литературы);
- 2014 — Премия «Хлёсткий критик»;
- 2016 — Премия имени Александра Ройфе — за книгу «Фантастический печатный самиздат. 1966—2006»;
- 2017 —  Серебро Евразийского литературного фестиваля фестивалей «ЛиФФт» (2017)[4].
- 2021 — АБС-премия — за книгу «Апокрифы Зазеркалья»
- 2021 — Премия им. И. А. Ефремова — за книгу «Апокрифы Зазеркалья»